# Elapsoidea guentherii
Espèce
Synonymes
- Elapsoidea hessei Boettger, 1887
- Elapsoidea decosteri scalaris Laurent, 1960
- Elapsoidea loveridgei scalaris Laurent, 1960

Elapsoidea guentherii est une espèce de serpents de la famille des Elapidae. 

## Répartition
Cette espèce se rencontre au Cameroun, au Congo-Brazzaville, au Congo-Kinshasa, en Angola, en Zambie et au Zimbabwe.

## Description
Dans sa description l'auteur indique que le plus spécimen en sa possession mesure 40 cm dont 2,7 cm pour la queue.
Elapsoidea guentherii est un serpent venimeux.

## Étymologie
Cette espèce est nommée en l'honneur d'Albert Charles Lewis Günther.

## Publication originale
- Bocage, 1866 : Lista dos reptis das possessões portuguezas d'Africa occidental que existem no Museu Lisboa. Jornal de sciencias mathematicas, physicas e naturaes, vol. 1, p. 37-56 (texte intégral) ; et son adaptation en français Reptiles nouveaux ou peu connus recueillis dans les possessions portugaises de l'Afrique occidentale, qui se trouvent au Muséum de Lisbonne. Jornal de sciencias mathematicas, physicas e naturaes, vol. 1, p. 57-78 (texte intégral).